# 布朗斯 (安省)
布朗斯（法語：Brens，法語發音：[bʁɛ̃s]）是法国安省的一个市镇，位于该省东南部，属于贝莱区。

## 地理
布朗斯（45°43'7"N, 5°41'41"E）面积6.9 平方千米，位于法国奥弗涅-罗讷-阿尔卑斯大区安省，该省份为法国东部省份，北起汝拉省，西北接索恩-卢瓦尔省，西接罗讷省和里昂大都会，南至伊泽尔省，东与萨瓦省、上萨瓦省和瑞士接壤。
与布朗斯接壤的市镇（或旧市镇、城区）包括：贝莱、佩里约、维里尼安、拉巴尔姆、比热地区阿尔布瓦。
布朗斯的时区为UTC+01:00、UTC+02:00（夏令时）。

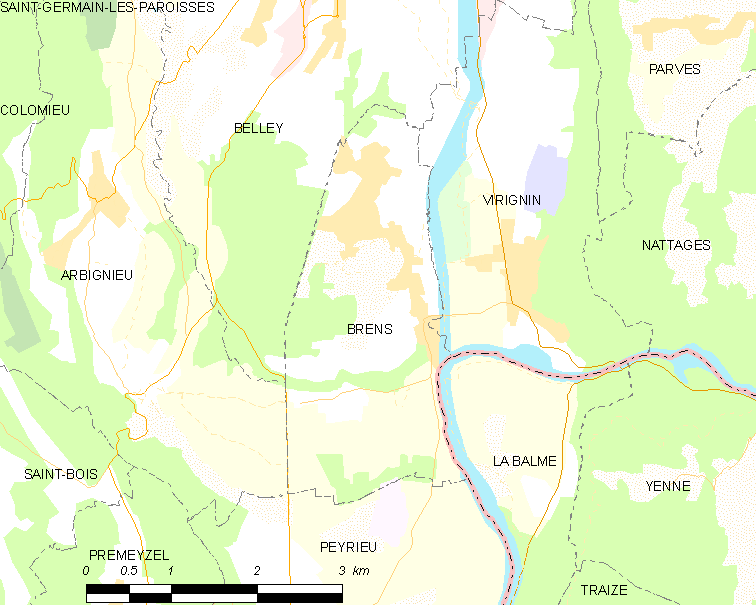
布朗斯的OSM定位图

## 行政
布朗斯的邮政编码为01300，INSEE市镇编码为01061。

## 政治
布朗斯所属的省级选区为贝莱县。

## 人口

1962-2008年间布朗斯人口变化图示

布朗斯于2022年1月1日时的人口数量为1117人。